# Туніс (місто)
Туні́с (араб. تونس) — столиця держави Туніс, головний економічний і культурний центр країни, адміністративний центр провінції Туніс.

## Географічне розташування і населення
Туніс розташований на березі Туніської бухти Середземного моря у прибережній долині та навколишніх пагорбах.
До складу міста входить порт Ла-Гулетт (Хальк-ель Уед).
Населення Тунісу — 693 486 осіб (2007).

## Історія

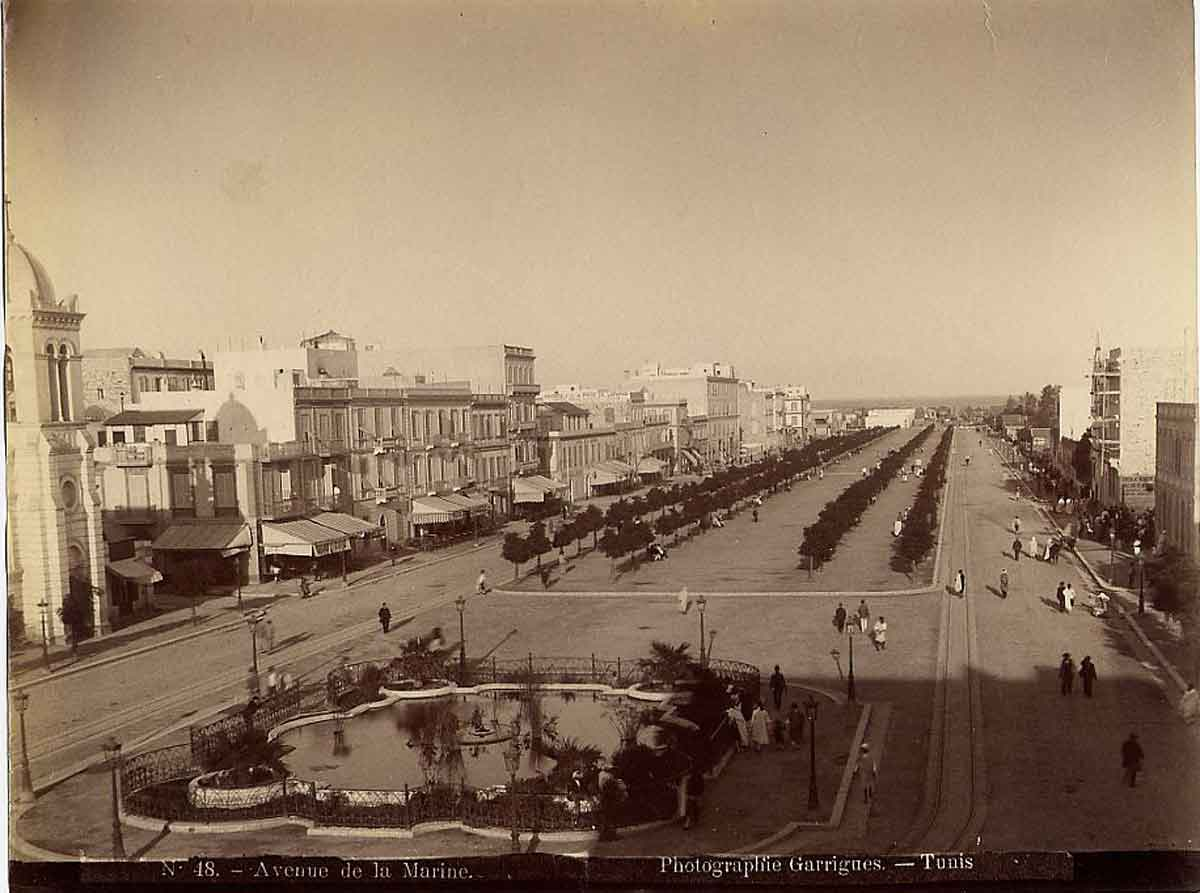
набережна міста Туніс, з поштівки 1885 року

У 2-му тисячолітті до н. е. на місці сучасного міста Туніс заснували поселення бербери.
За декілька століть до н. е. Туніс (Тунет) відомий як передмістя Карфагену. У 396—395 рр. до н. е. його використовували як табір повсталі проти пунічної влади бербери.
У 310—307 рр. до н. е. місто перебувало під контролем сиракузького тирана Агафокла. Під час Пунічних воєн його як базу для суходільних операцій використовували римляни. Після утворення римської провінції Африка в Тунеті був розквартирований військовий контингент (столицею провінції натомість стала Утіка).
У 429—439 роках територію провінції захопили у Західної Римської імперії вандали. Вони заснували тут своє королівство зі столицею в Карфагені. Тунет знову перетворився на передмістя Карфагену. Під час Вандальської війни, у 533—534 роках, королівство захопив візантійський полководець Велізарій, територія королівства була приєднана до Візантійської імперії і перетворена на «преторіанську префектуру Африка» (згодом — Африканський екзархат).
698 року війська Омеядського халіфату під проводом Гасана ібн аль-Нумана розгромили візантійців біля Карфагена, захопили та зруйнували його. Того ж року Гасан ібн аль-Нуман переніс свою ставку до Тунету та перейменував його на Туніс. Після цього розпочинається піднесення Тунісу.
У XIII—XVI століттях Туніс — столиця східномагрибської держави Хафсидів, одне з найбільших і найбагатших міст ісламського світу з населенням бл. 100 тисяч осіб. Тоді ж збудована медіна — старе місто.
1534 року Туніс завоювала Османська імперія. Наступного року його звільнили війська християнської коаліції під проводом Карла V й повернули місцевій династії Хафсідів. 1574 року турки повторно здобули Туніс, який став центром Туніського еялету Османів.
З 1574 року Туніс — у складі Османської імперії.
У 1881—1956 роках — адміністративний центр французького протекторату.
Під час Другої світової війни — в листопаді 1942 — травні 1943 років — Туніс був окупований італо-німецькими військами.
Місто Туніс — центр національно-визвольного руху проти французького колоніалізму (виступи 1911, 1936, 1938, 1952—1954 роки).
З 1956 року Туніс — столиця незалежної Туніської республіки.
У період від 1979 до 1990 років Туніс — штаб-квартира Арабської ліги.
У 1970—2003 роки у Тунісі містився центральний офіс Організації визволення Палестини.

## Економіка
Туніс — один з головних економічних осередків країни. У місті діють металургійні, хімічні, поліграфічні, текстильні, харчової промисловості підприємства тощо.
На експорт ідуть вироблені в місті оливкова олія та килими.
Однією з головних статей прибутків міста є туристична галузь.

## Освіта, наука і культура

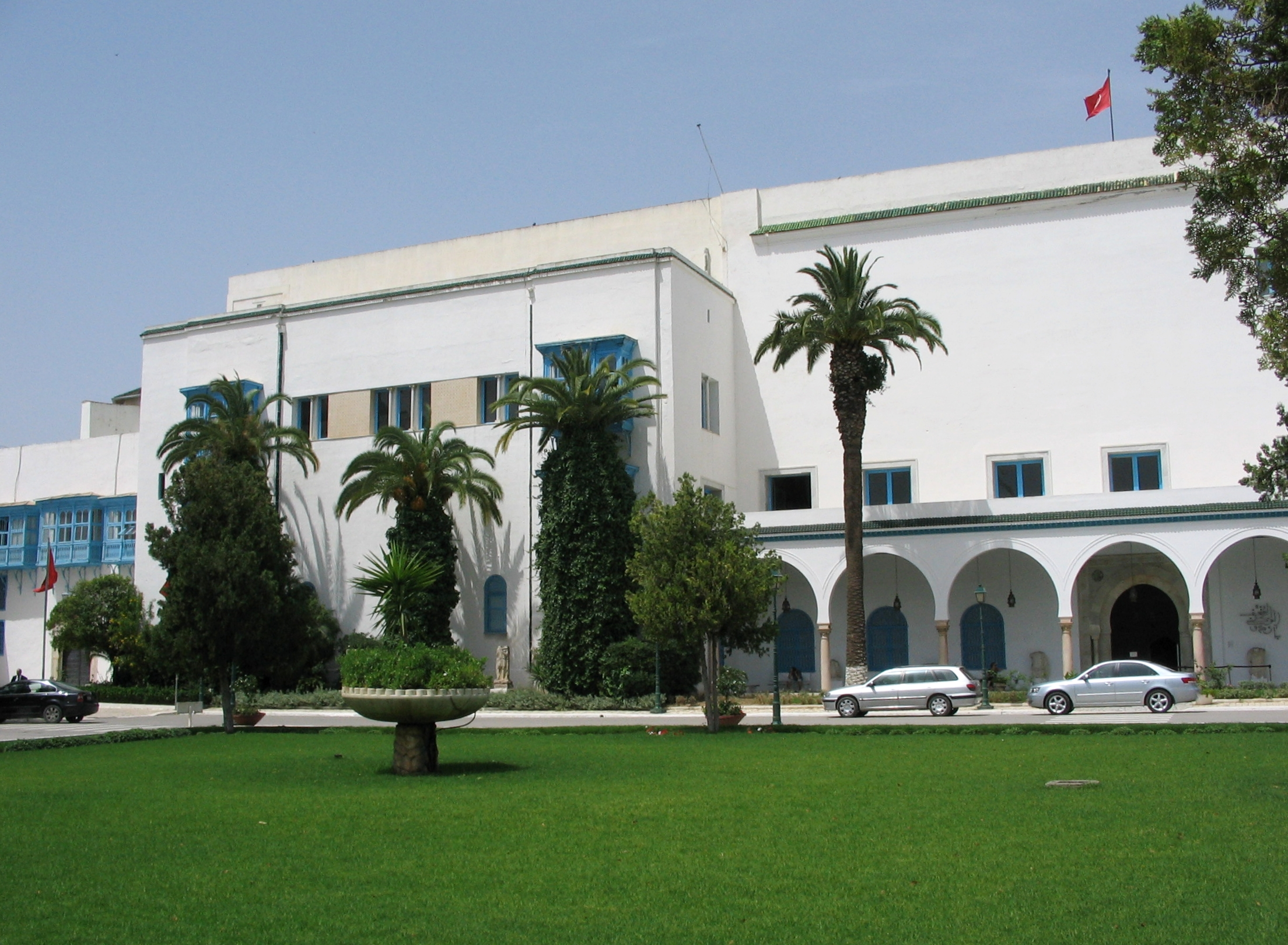
Музей Бардо.

Туніс — основний науковий, освітній і культурно-просвітницький центр держави, у якому розташовані численні навчальні та науково-дослідні інституції, заклади культури тощо.
Основні ВНЗ — Туніський університет, Національна адміністративна школа, Національна консерваторія тощо.
У місті діють Національна і Публічна бібліотеки, Муніципальний театр.
Найвідомішим музеєм є Національний музей Бардо, розташований у приміщенні палацу хафсидських султанів XIII століття (пізніше туніських беїв) на околиці сучасного міста. У його експозиції багата колекція старожитностей римського й арабського періодів історії Тунісу.

## Архітектурні пам'ятки Тунісу
У Тунісі збереглися пам'ятки архітектури VIII—XIX століть.
- Касба (IX, XIII—XVI століття) з мечеттю (1231—1235 роки)
- Забудова старого міста — медіна (з 1979 року входить у список Світової спадщини ЮНЕСКО)
  - Велика мечеть, т. зв. Оливкова мечеть (Djama Az-Zajituna) — 732 — рік початку будівництва, XIII, XV століття
  - мечеть Аль-Каср (Al-Kasr) — 1106 рік
  - мечеть Сіді Юсуф (Sidi Jusuf) — 1616 рік
- Мавзолей Сіді Бен Арус (Sidi Ben Arus) — 1491, 1654 роки
- Палац Дар аль-Бей (Dar al-Bei) — XVIII—XIX століття
- Палац Дар Хусейн (Dar Husajn) — XIX століття.
- Палац Дар аль-Монастірі (Dar al-Monastiri) — XVIII століття
- Палац Дар-Отаман (Dar Othman) — XVII століття
- Палац Дар Бен Абдала (Dar Ben Abd Allah) — XIX століття
- Медресе — коранічні школи Мурадія (Mouradia) та інші — XVII—XVIII століття
- Католицький Туніський кафедральний собор святого Вінсента — 1882 рік, цінний орга́ном і гарними настінними розписами.
- Французька брама

## Міське планування і транспорт

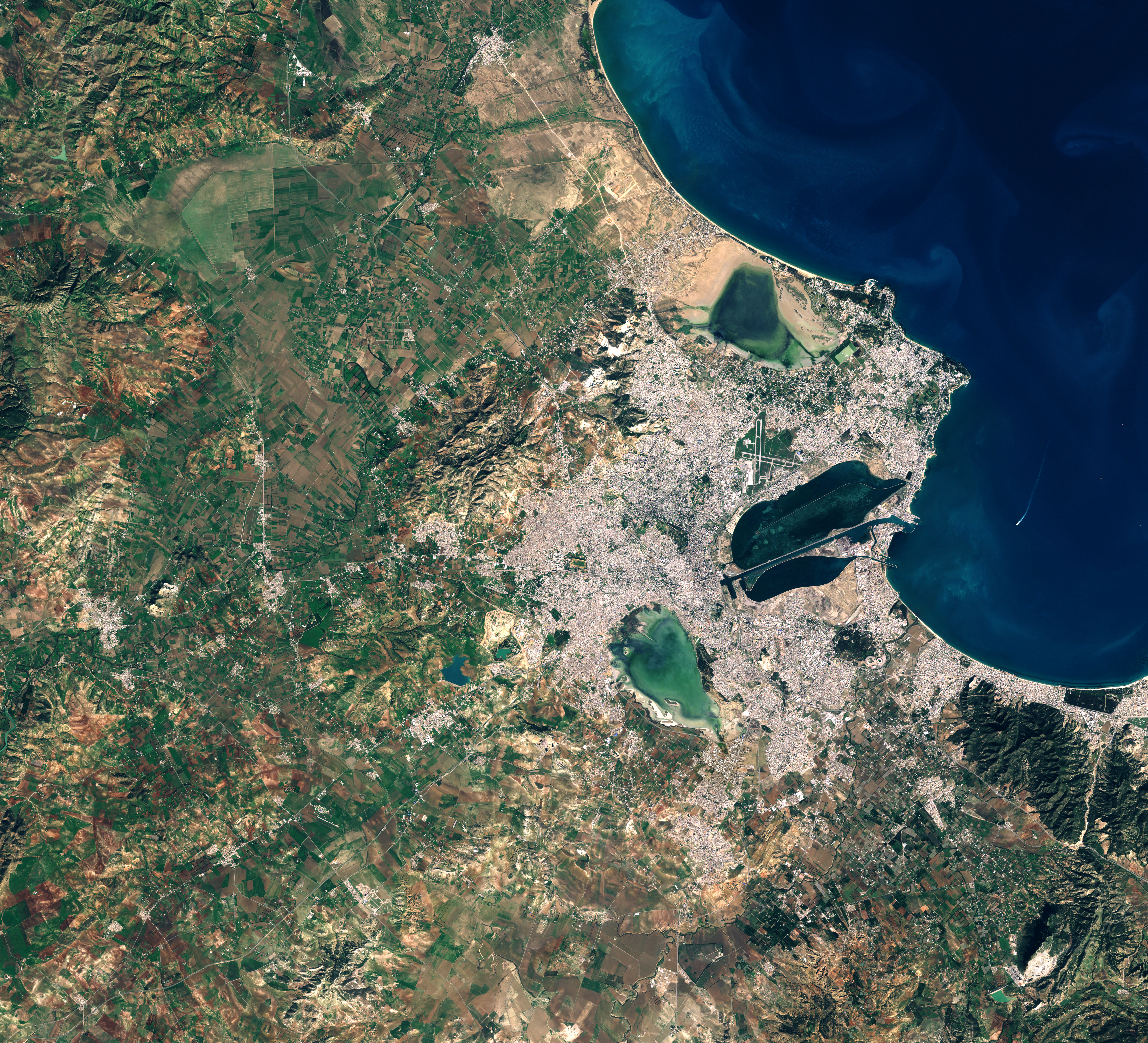
Супутниковий знімок Туніса, 2017 рік

Як і більшість міст арабізованих країн Північної Африки місто Туніс має стару частину — медіну з обов'язковими касбою, мечетями і рибатами, суком — старим критим ринком, плетивом вузьких вуличок, галерей, проходів і тупиків. Значну частину забудови міста здійснено за французького протекторату. З 1970-х років у місті зводяться мікрорайони новобудов за сучасним плануванням.
Центральний проспект (авеню) міста має ім'я Хабіба Бурґіби, центральна площа — площа Африки.
У порівнянні з найвищими стандартами транспортна система міста Туніс має недоліки, проте вона є однією з найкращих в Африці.

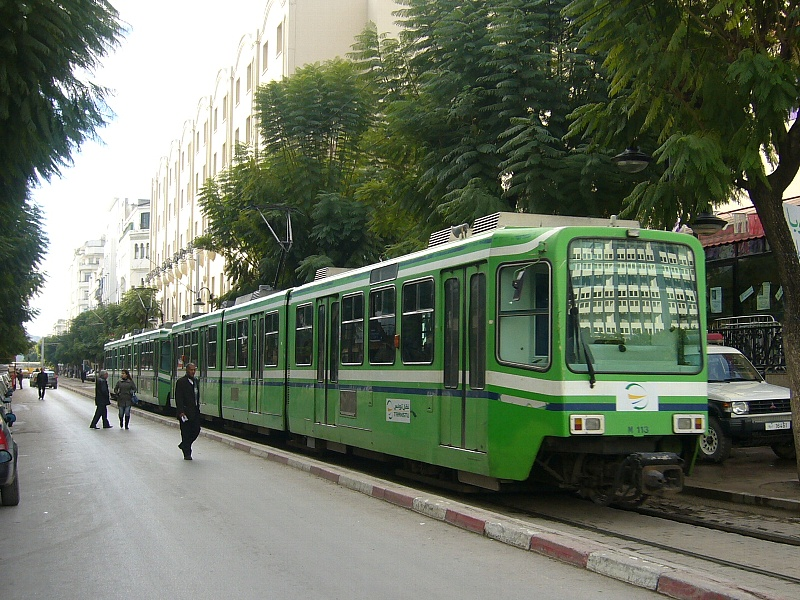
«міське метро» Тунісу

Найпопулярнішим муніципальним загальногромадським видом транспорту є штадтбан.
Приміське і міжміське сполучення здійснює розгалужена система приватних маршрутних таксі (таксобусів-луаж).
Туніс — вузол залізничного сполучення. У передмісті діє міжнародний аеропорт Туніс-Картаж (Tunis-Carthage).

## Передмістя
До муніципалітету Тунісу входять мальовничі передмістя — Картаж (Карфаген) та Сіді-бу-Саїд, а також портове містечко Ла Гулетт.

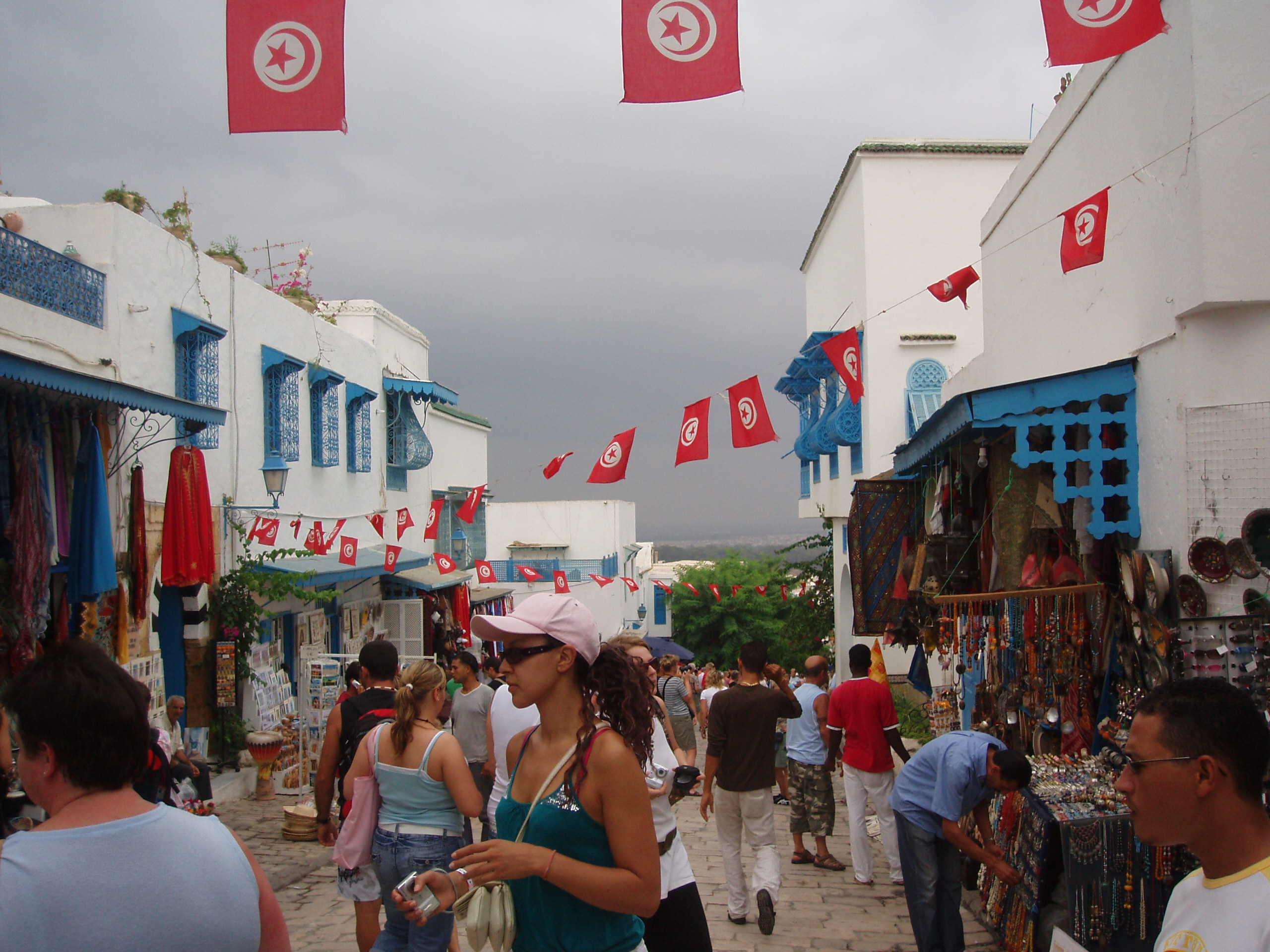
Сіді-бу-Саїд, 2006

Картаж є найреспектабельнішим районом міста, де містяться численні дипломатичні й консульські резиденції, вілли забезпечених містян, тут же розташована резиденція президента Туніської Республіки. Також на території Картажу руїни стародавнього Карфагену, які є чи не найбільшою туристичною атракцією країни.
Сіді-бу-Саїд — друге за престижністю передмістя столиці Тунісу. Містечко називають осередком поетів і закоханих. Воно також є неодмінним пунктом екскурсійних програм для гостей Тунісу через надзвичайної краси зовнішній вигляд — суцільні білі будиночки з традиційними блакитними віконницями та дверима на пагорбах, що підносяться над узбережжям. У місті численні кав'ярні, вернісажі майстрів народних ремесел, картинні галереї тощо.

## Спорт
Провідні футбольні клуби міста:
- «Есперанс», 28-разовий чемпіон Тунісу, 14-разовий володар Кубка Тунісу, дворазовий володар Суперкубка Тунісу, триразовий переможець Ліги чемпіонів КАФ, домашня арена — Олімпійський стадіон у Радесі, передмісті Туніса;
- «Клуб Африкен», 13-разовий чемпіон Тунісу, 11-разовий володар Кубка Тунісу, триразовий володар Суперкубка Тунісу, переможець Ліги чемпіонів КАФ 1991 року, домашня арена — стадіон «Стад ель-Мензах»;
- «Стад Тунізьєн», чотириразовий чемпіон Тунісу, шестиразовий володар Кубка Тунісу, дворазовий володар Кубка туніської ліги, домашня арена — стадіон «Шадлі Зуйтен».

## Клімат
Туніс має середземноморський клімат (Csa за класифікацією кліматів Кеппена) з жарким і сухим літом і м'якою зимою з помірною кількістю опадів. Місцевий клімат трохи пом'якшує Середземне море і рельєф пагорбів.
Зима — найвологіший сезон, у цей період випадає більше третини річної кількості опадів. Сонце може підвищувати температуру від 7 °C вранці до 16 °C вдень. Морози трапляються рідко. Навесні кількість опадів зменшується вдвічі. У березні температура може варіюватися від 8 до 18 °C та від 13 до 24 °C в травні.
Влітку дощі практично повністю відсутні. Середні температури в червні, липні, серпні та вересні дуже високі. Восени починаються дощі, часто з невеликими грозами, які можуть іноді викликати раптові повені або навіть затопляти деякі частини міста. У листопаді спека спадає, середні температури в діапазоні від 11 до 20 °C.
| Клімат Тунісу (Міжнародний аеропорт Туніс-Картаж) 1961–1990, екстремуми - з 1943 року | Клімат Тунісу (Міжнародний аеропорт Туніс-Картаж) 1961–1990, екстремуми - з 1943 року | Клімат Тунісу (Міжнародний аеропорт Туніс-Картаж) 1961–1990, екстремуми - з 1943 року | Клімат Тунісу (Міжнародний аеропорт Туніс-Картаж) 1961–1990, екстремуми - з 1943 року | Клімат Тунісу (Міжнародний аеропорт Туніс-Картаж) 1961–1990, екстремуми - з 1943 року | Клімат Тунісу (Міжнародний аеропорт Туніс-Картаж) 1961–1990, екстремуми - з 1943 року | Клімат Тунісу (Міжнародний аеропорт Туніс-Картаж) 1961–1990, екстремуми - з 1943 року | Клімат Тунісу (Міжнародний аеропорт Туніс-Картаж) 1961–1990, екстремуми - з 1943 року | Клімат Тунісу (Міжнародний аеропорт Туніс-Картаж) 1961–1990, екстремуми - з 1943 року | Клімат Тунісу (Міжнародний аеропорт Туніс-Картаж) 1961–1990, екстремуми - з 1943 року | Клімат Тунісу (Міжнародний аеропорт Туніс-Картаж) 1961–1990, екстремуми - з 1943 року | Клімат Тунісу (Міжнародний аеропорт Туніс-Картаж) 1961–1990, екстремуми - з 1943 року | Клімат Тунісу (Міжнародний аеропорт Туніс-Картаж) 1961–1990, екстремуми - з 1943 року | Клімат Тунісу (Міжнародний аеропорт Туніс-Картаж) 1961–1990, екстремуми - з 1943 року |
| Показник                                                                              | Січ.                                                                                  | Лют.                                                                                  | Бер.                                                                                  | Квіт.                                                                                 | Трав.                                                                                 | Черв.                                                                                 | Лип.                                                                                  | Серп.                                                                                 | Вер.                                                                                  | Жовт.                                                                                 | Лист.                                                                                 | Груд.                                                                                 | Рік                                                                                   |
| Абсолютний максимум, °C                                                               | 25,1                                                                                  | 28,5                                                                                  | 36,5                                                                                  | 33,1                                                                                  | 41,4                                                                                  | 47,0                                                                                  | 47,4                                                                                  | 46,6                                                                                  | 44,4                                                                                  | 40,0                                                                                  | 30,5                                                                                  | 29,6                                                                                  | 47,4                                                                                  |
| Середній максимум, °C                                                                 | 15,7                                                                                  | 16,5                                                                                  | 18,1                                                                                  | 20,7                                                                                  | 24,9                                                                                  | 29,0                                                                                  | 32,6                                                                                  | 32,7                                                                                  | 29,7                                                                                  | 25,2                                                                                  | 20,5                                                                                  | 16,7                                                                                  | 23,5                                                                                  |
| Середня температура, °C                                                               | 11,5                                                                                  | 12,0                                                                                  | 13,2                                                                                  | 15,6                                                                                  | 19,3                                                                                  | 23,2                                                                                  | 26,3                                                                                  | 26,8                                                                                  | 24,4                                                                                  | 20,4                                                                                  | 15,9                                                                                  | 12,5                                                                                  | 18,4                                                                                  |
| Середній мінімум, °C                                                                  | 7,2                                                                                   | 7,4                                                                                   | 8,3                                                                                   | 10,4                                                                                  | 13,7                                                                                  | 17,3                                                                                  | 20,0                                                                                  | 20,0                                                                                  | 19,0                                                                                  | 15,5                                                                                  | 11,3                                                                                  | 8,2                                                                                   | 13,3                                                                                  |
| Абсолютний мінімум, °C                                                                | −2                                                                                    | −1,1                                                                                  | 1,0                                                                                   | 1,7                                                                                   | 6,0                                                                                   | 10,0                                                                                  | 13,0                                                                                  | 11,7                                                                                  | 12,0                                                                                  | 6,0                                                                                   | 0,8                                                                                   | 0,0                                                                                   | −2                                                                                    |
| Середня кількість сонячних годин на місяць                                            | 145,7                                                                                 | 159,6                                                                                 | 198,4                                                                                 | 225,0                                                                                 | 282,1                                                                                 | 309,0                                                                                 | 356,5                                                                                 | 328,6                                                                                 | 258,0                                                                                 | 217,0                                                                                 | 174,0                                                                                 | 148,8                                                                                 | 2802,7                                                                                |
| Норма опадів, мм                                                                      | 59.3                                                                                  | 57.0                                                                                  | 47.2                                                                                  | 38.0                                                                                  | 22.6                                                                                  | 10.4                                                                                  | 3.1                                                                                   | 7.1                                                                                   | 32.5                                                                                  | 65.5                                                                                  | 56.0                                                                                  | 66.8                                                                                  | 465.5                                                                                 |
| Днів з опадами                                                                        | 9                                                                                     | 8                                                                                     | 8                                                                                     | 6                                                                                     | 4                                                                                     | 2                                                                                     | 1                                                                                     | 1                                                                                     | 4                                                                                     | 7                                                                                     | 7                                                                                     | 8                                                                                     | 65                                                                                    |
| Вологість повітря, %                                                                  | 76                                                                                    | 74                                                                                    | 73                                                                                    | 71                                                                                    | 68                                                                                    | 64                                                                                    | 62                                                                                    | 64                                                                                    | 68                                                                                    | 72                                                                                    | 74                                                                                    | 77                                                                                    | 70                                                                                    |
| ------------------------------------------------------------------------------------- | ------------------------------------------------------------------------------------- | ------------------------------------------------------------------------------------- | ------------------------------------------------------------------------------------- | ------------------------------------------------------------------------------------- | ------------------------------------------------------------------------------------- | ------------------------------------------------------------------------------------- | ------------------------------------------------------------------------------------- | ------------------------------------------------------------------------------------- | ------------------------------------------------------------------------------------- | ------------------------------------------------------------------------------------- | ------------------------------------------------------------------------------------- | ------------------------------------------------------------------------------------- | ------------------------------------------------------------------------------------- |

## Відомі люди
- Сандра Міло (* 1933) — італійська акторка, телеведуча
- Клаудія Кардінале (* 1938) — італійська акторка.
- Клод Сальмірі (* 1959) — французький барабанщик, піаніст, композитор і аранжувальник.
- Соліман Валід (* 1975) — туніський перекладач та письменник.
- Соня Крімі (* 1982) — французький політик, депутат національних зборів Франції.

## Міста-побратими
- Белград (Сербія)
- Кельн (Німеччина)

## Галерея

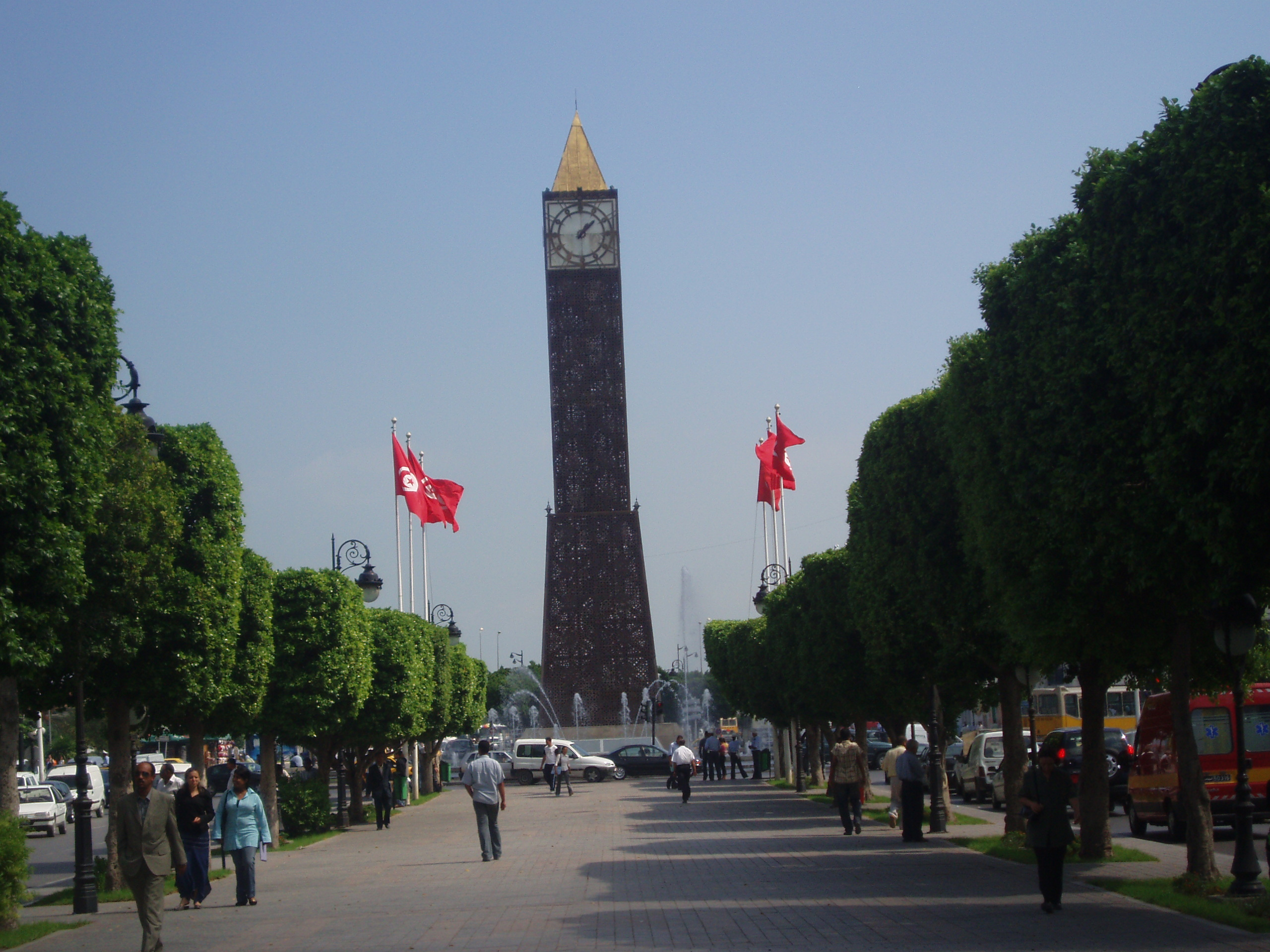
Вид з бульвару Бургіби на центральну площу Африки
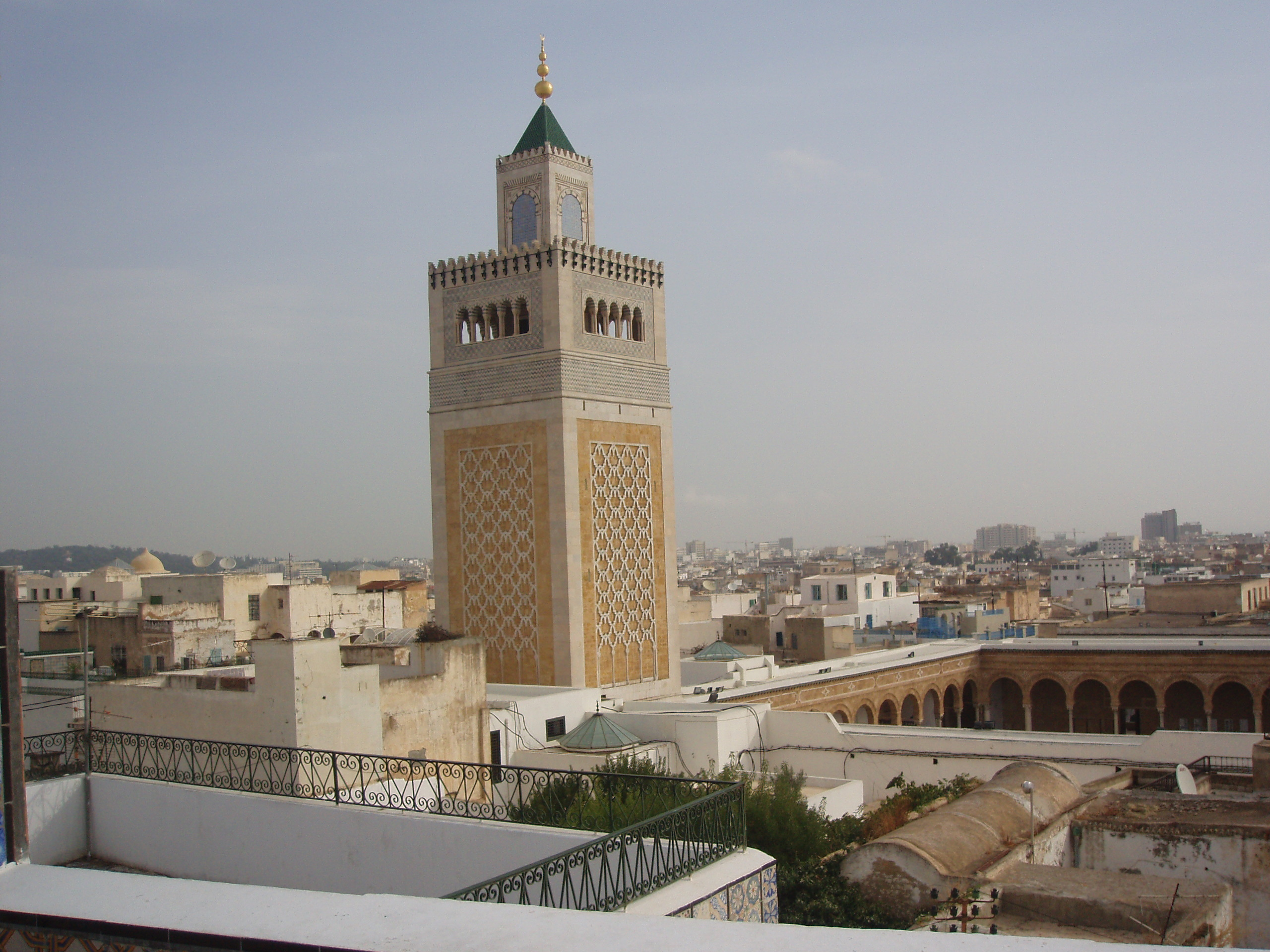
Вид на медіну Туніса, 2006
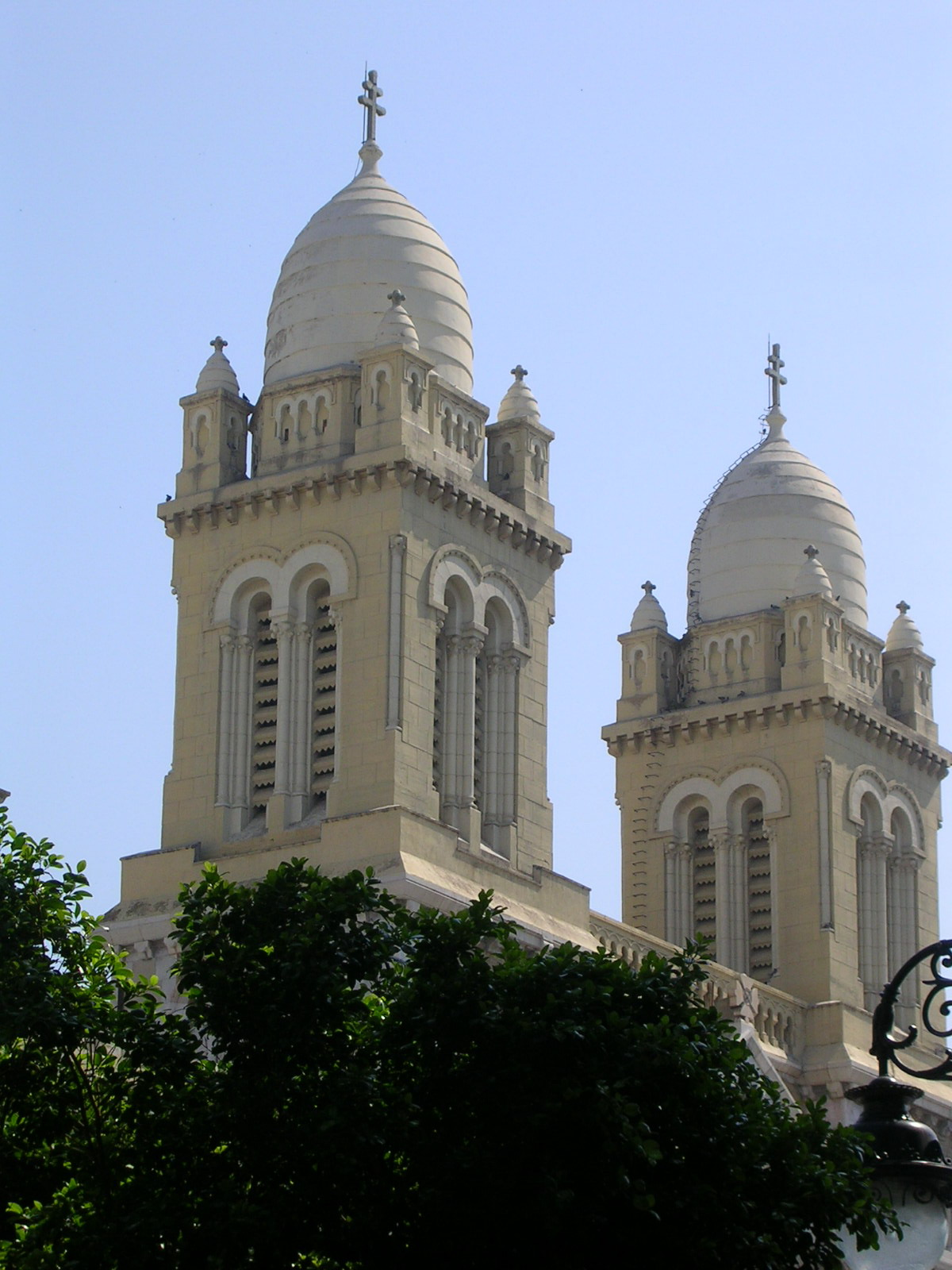
Туніський кафедральний собор святого Вінсента
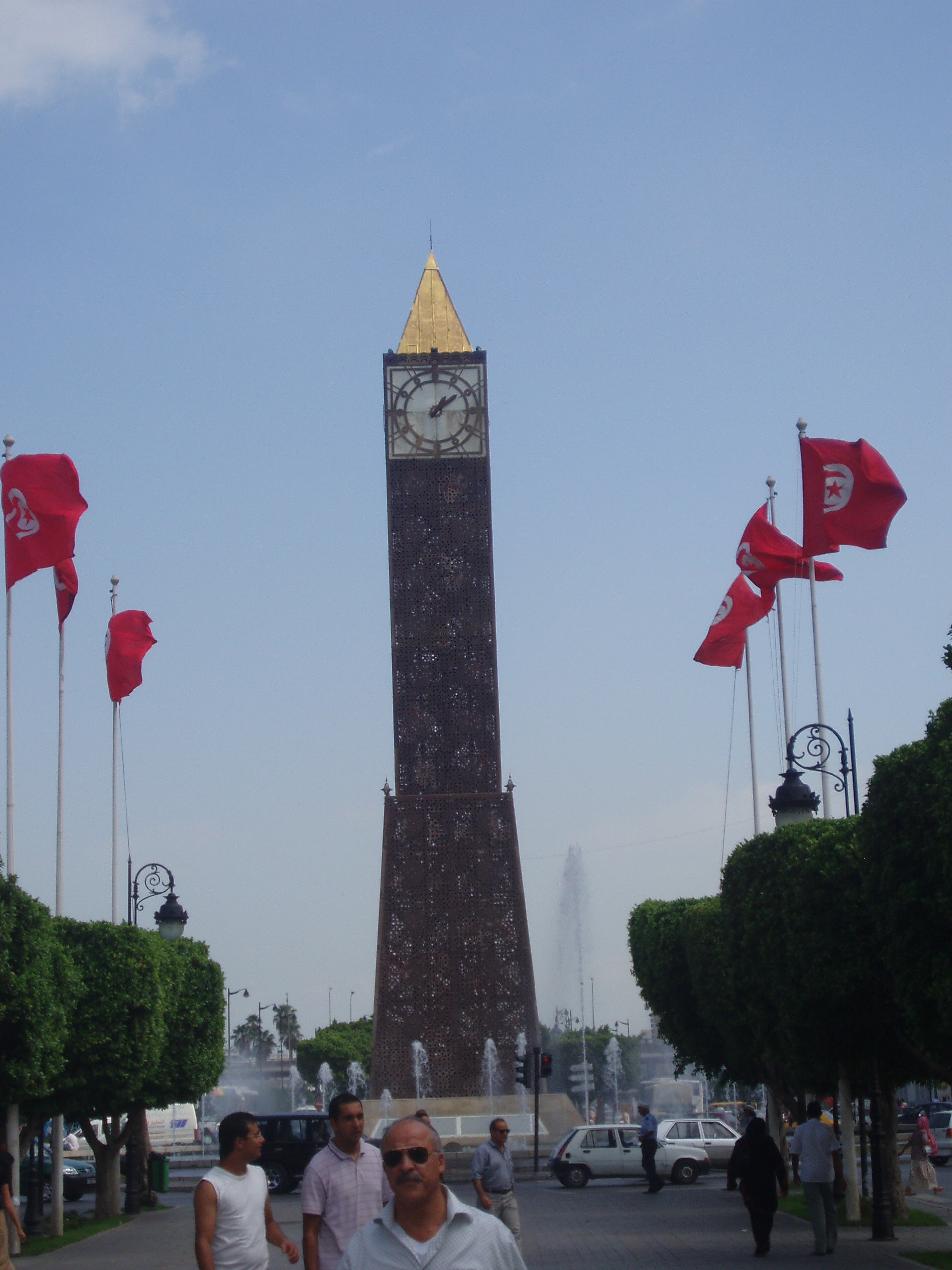
Туніський Біг-Бен на центральній площі, 2006
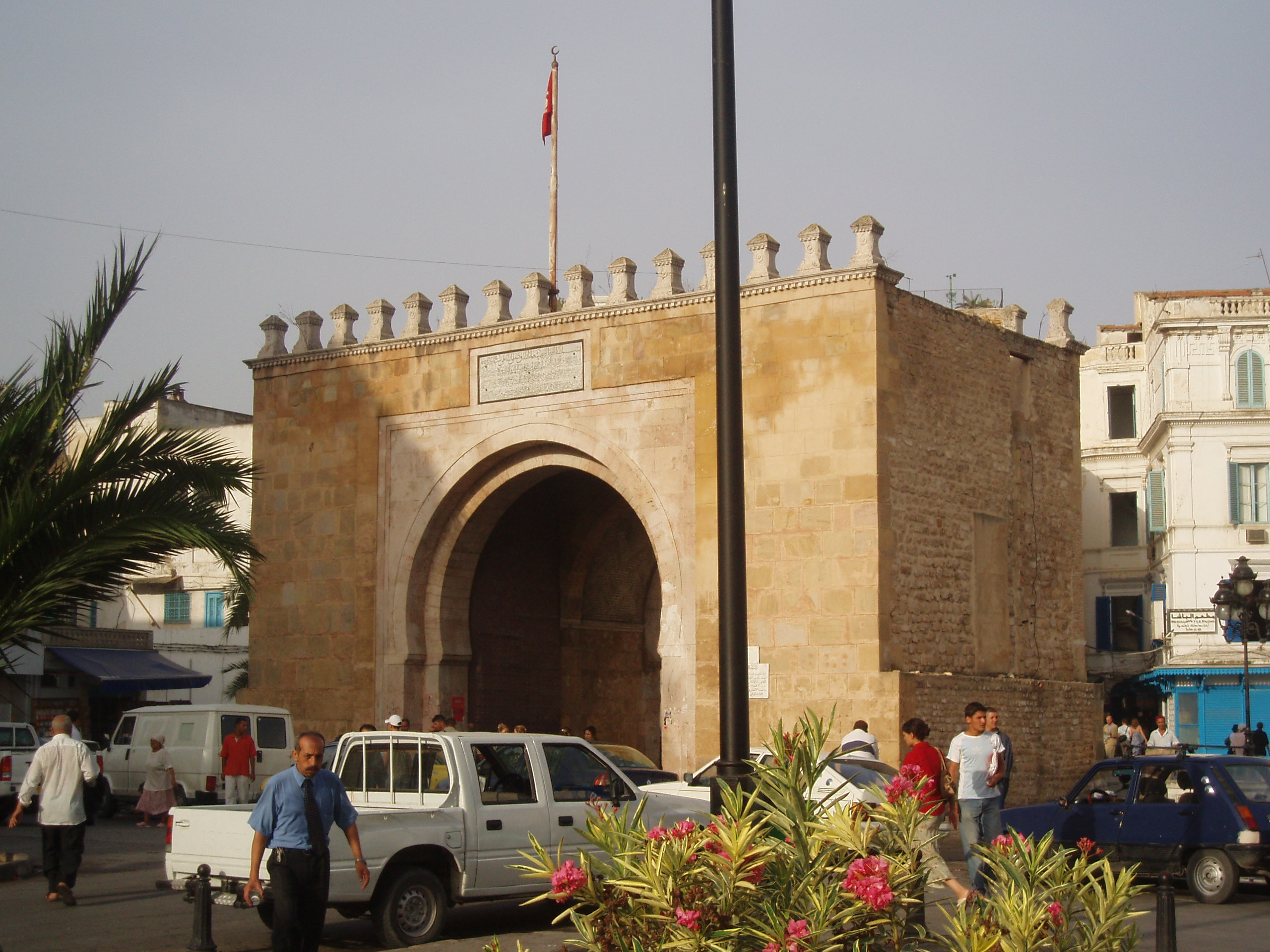
Французька брама — ворота у порт, 2006
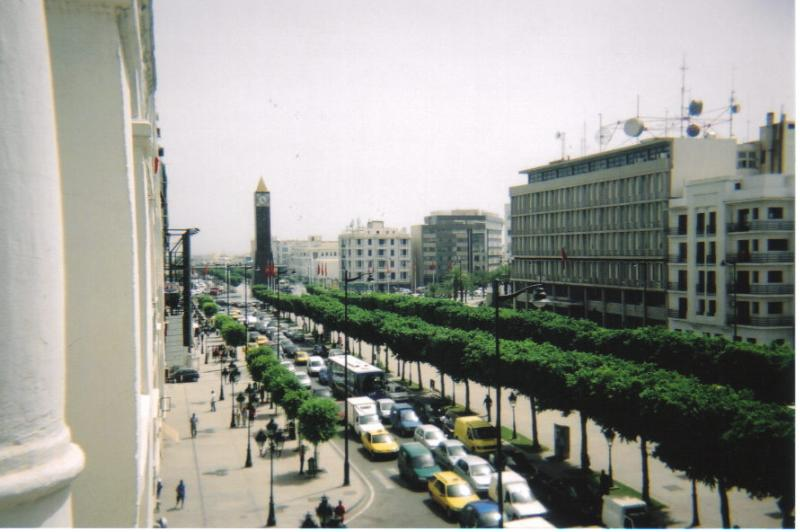
центральний проспект міста з вікна готелю «Карлтон», 2004
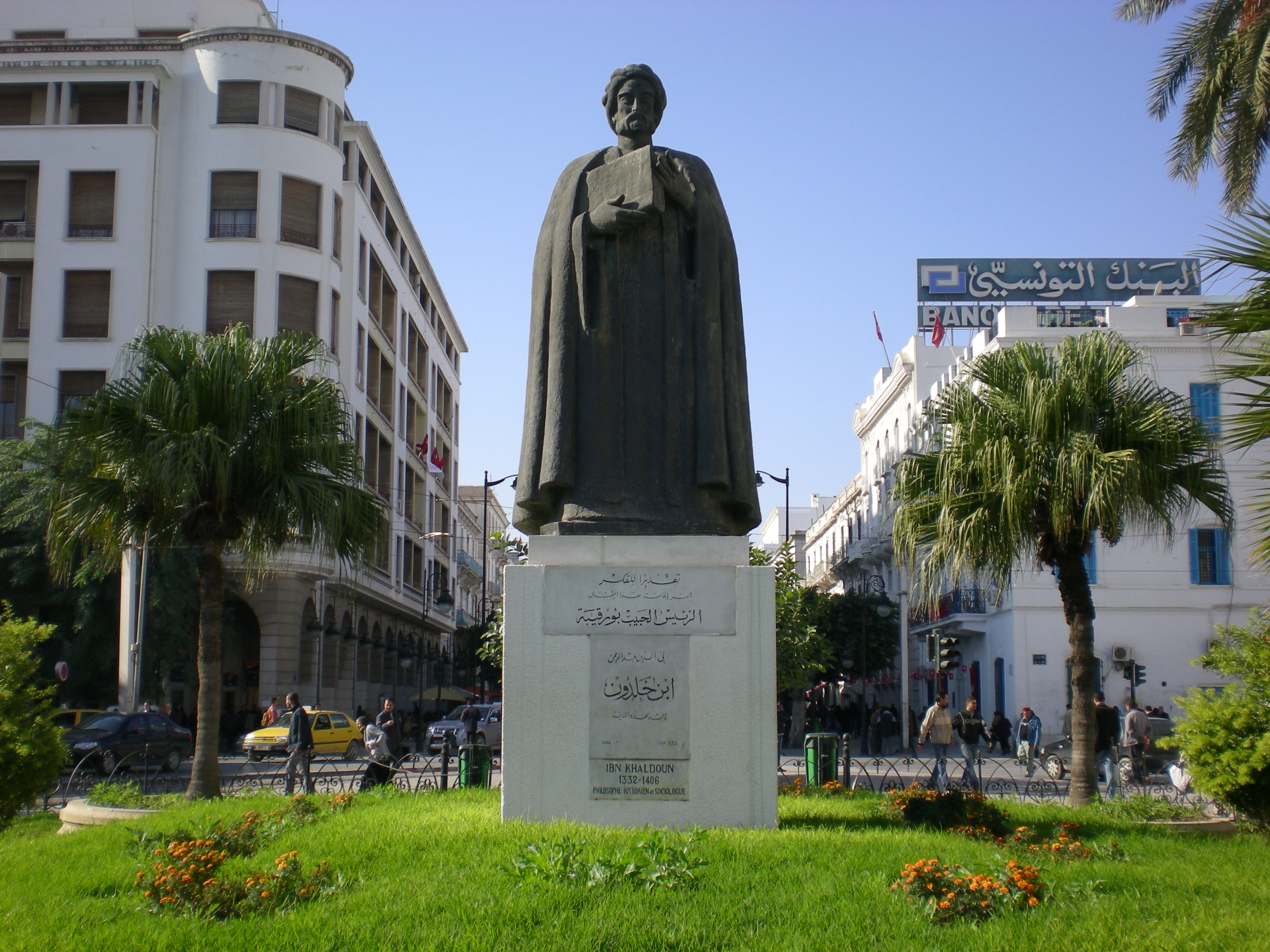
Пам'ятник Ібн Халдуну на авеню Бургіби, 2007
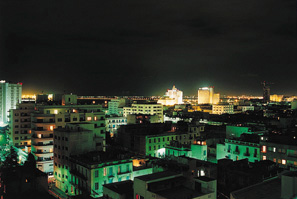
Нічний Туніс
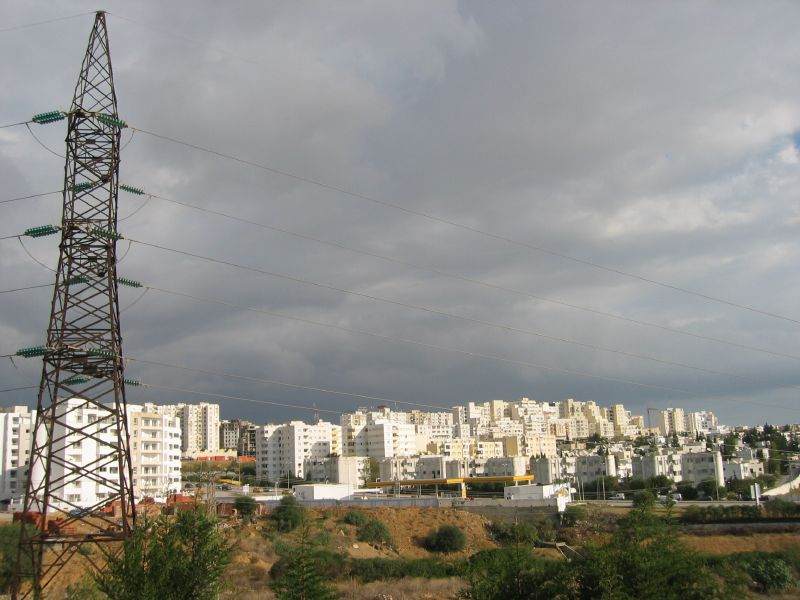
Новобудови Тунісу
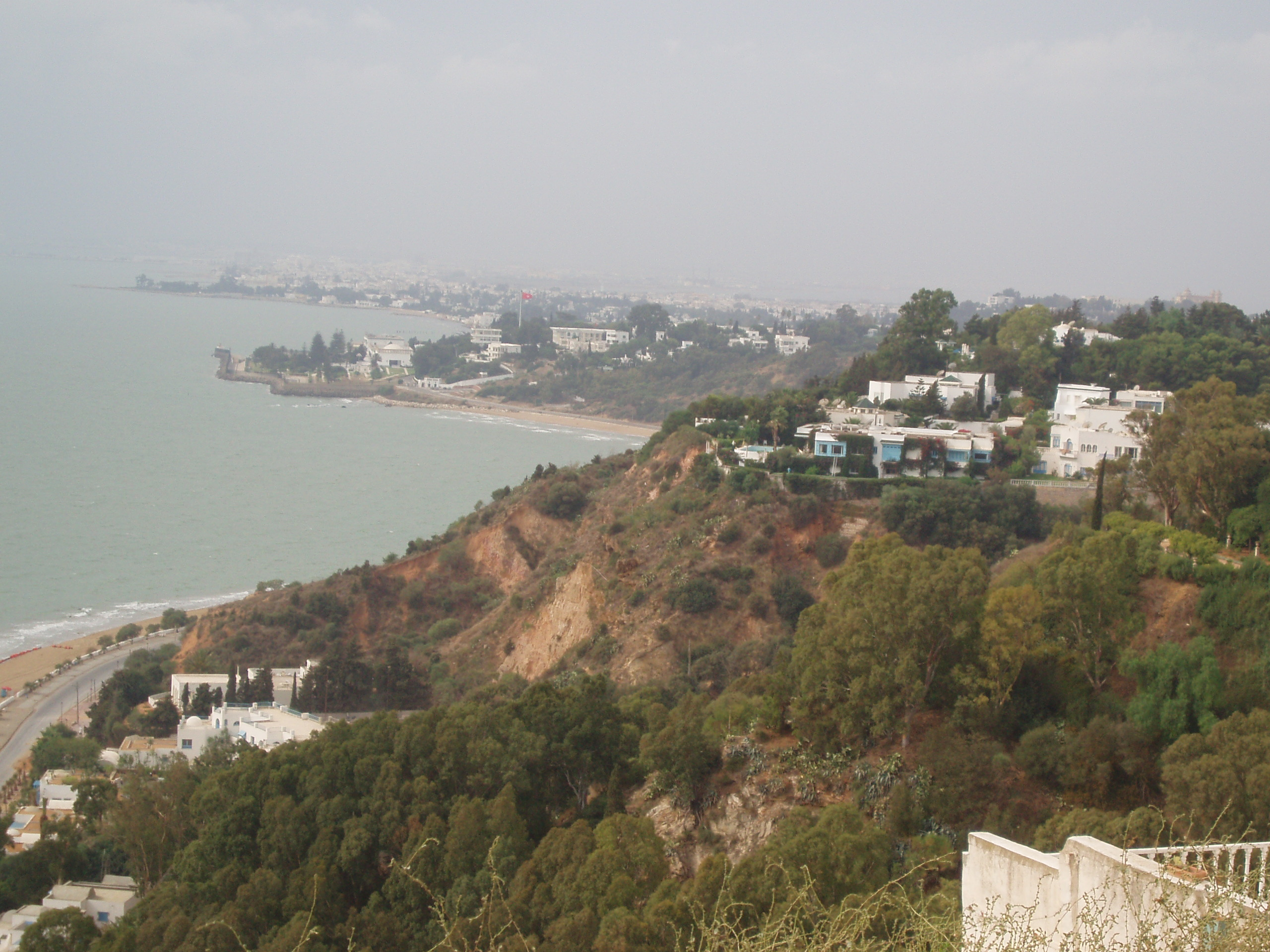
передмістя Тунісу Картаж, 2006
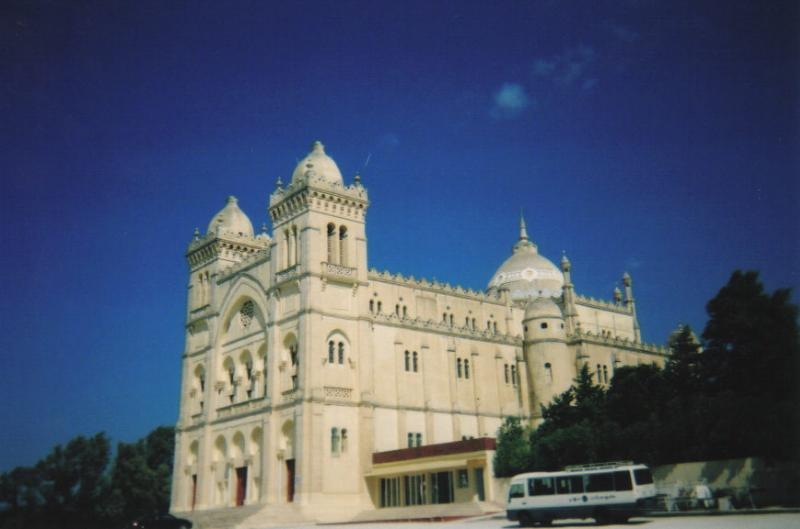
Кафедральний собор святого Луї, Картаж
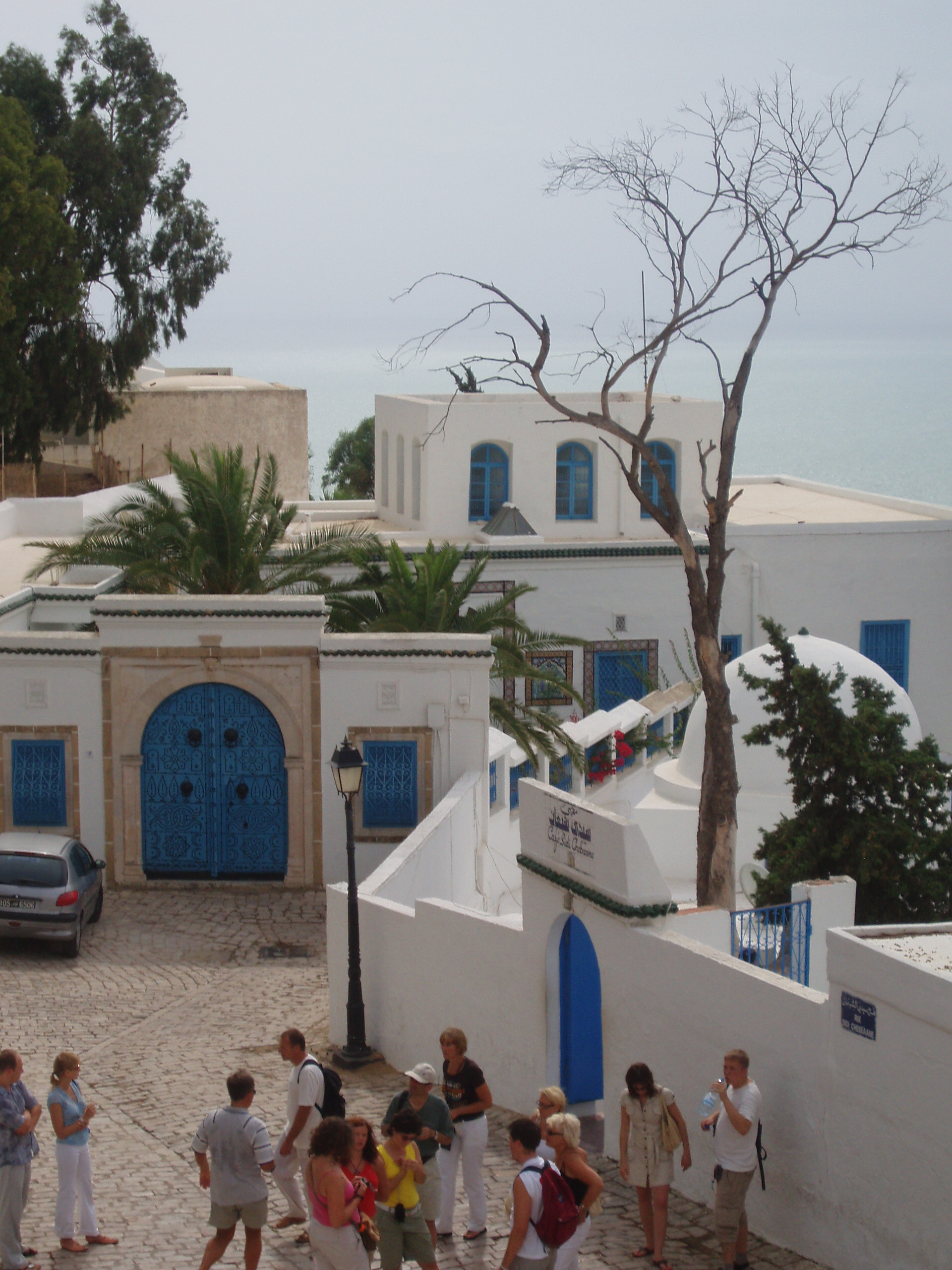
Сіді-бу-Саїд, 2006
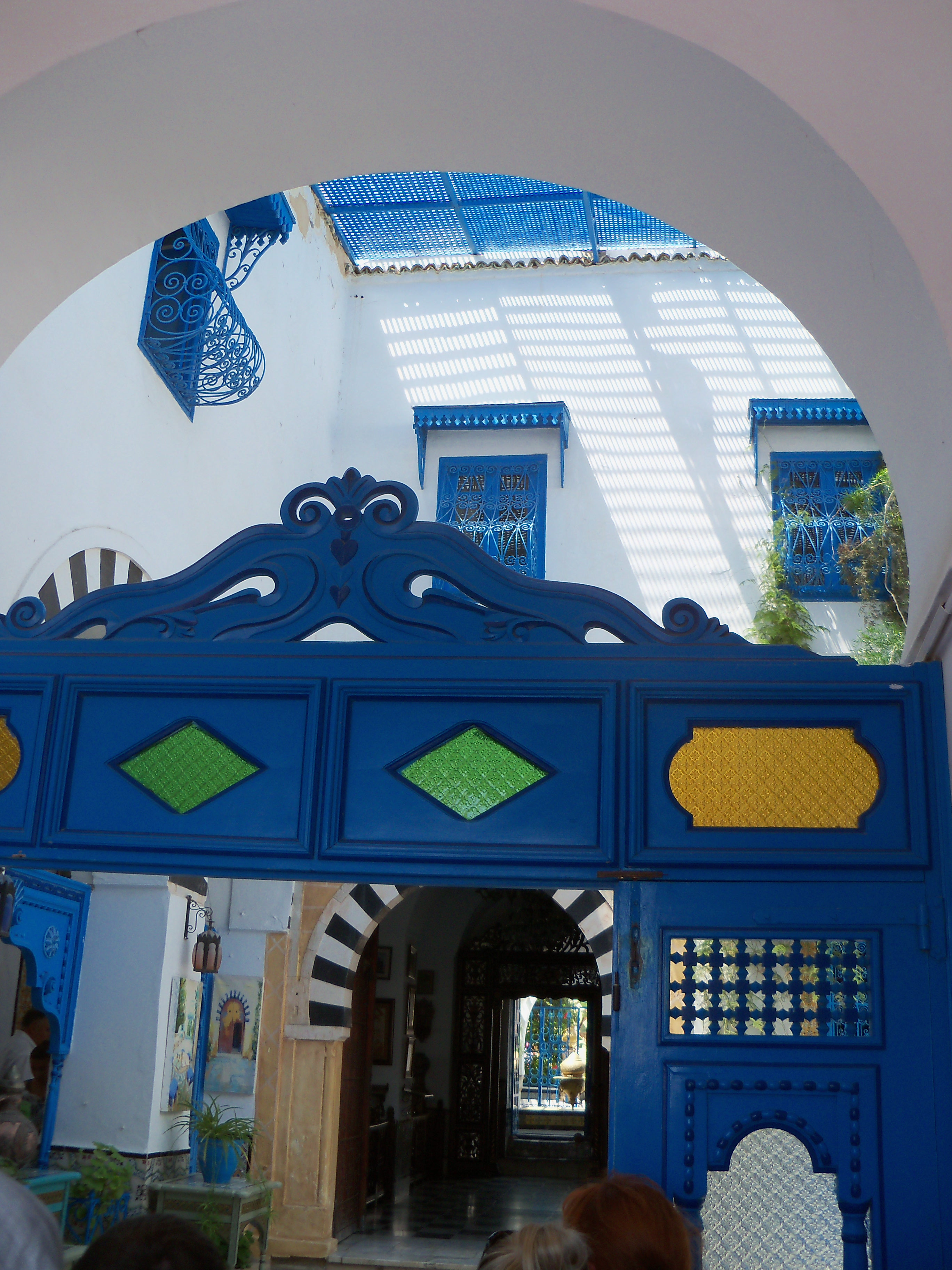
Сіді-бу-Саїд, 2006